# Lertha ledereri
Lertha ledereri là một loài côn trùng trong họ Nemopteridae thuộc bộ Neuroptera. Loài này được Sélys-Longchamps miêu tả năm 1866.